# Torotoro
Torotoro (oder: Toro Toro) ist eine Ortschaft im Departamento Potosí im südamerikanischen Andenstaat Bolivien.

## Lage im Nahraum
Torotoro liegt im nördlichen Teil der Provinz Charcas und ist der zentrale Ort im Cantón Toro Toro und im Municipio Toro Toro. Die Ortschaft liegt auf einer Höhe von 2705 m 140 km südlich von Cochabamba im Zentrum des Nationalparks Torotoro.

## Geschichte
Torotoro ist in der spätkolonialen Periode von Mestizen-Binnenwanderern aus Cochabamba gegründet worden. Am 21. November 1883 wurde ihm der Status eines „Municipios“ zuerkannt. Das Municipio Torotoro hat eine Fläche von 1169 km² und eine Bevölkerung von 10.535 Einwohnern (Volkszählung 2001), was einer Bevölkerungsdichte von 9 Einwohnern pro km² entspricht.

## Geographie
Torotoro liegt zwischen den beiden Anden-Gebirgskette der Cordillera Central und Cordillera Oriental.
Das Klima ist wegen der Höhenlage angenehm ausgeglichen, jedoch über weite Teile des Jahres sehr trocken. Die mittlere Durchschnittstemperatur der Region liegt bei etwa 18 °C (siehe Klimadiagramm), die Monatsmittel schwanken nur unwesentlich zwischen 14,5 °C im Juli und 20 °C von November bis Januar. Der Jahresniederschlag beträgt etwa 560 mm, bei einer deutlich ausgeprägten Trockenzeit von April bis Oktober mit Monatsniederschlägen unter 25 mm und einer Feuchtezeit von Dezember bis Februar mit deutlich über 100 mm Monatsniederschlag.

## Verkehrsnetz
Torotoro liegt in einer Luftlinienentfernung von 160 Kilometern nördlich von Potosí, der Hauptstadt des Departamentos. Die Ortschaft ist nur auf einer Schotterpiste über Estancia Sucusuma am Río Caine aus Richtung Cochabamba zu erreichen.

## Bevölkerung
Die Einwohnerzahl der Ortschaft ist in den vergangenen beiden Jahrzehnten auf ein Mehrfaches angestiegen:
| Jahr | Einwohner | Quelle       |
| ---- | --------- | ------------ |
| 1992 | 258       | Volkszählung |
| 2001 | 676       | Volkszählung |
| 2012 | 1304      | Volkszählung |
| 2024 |           | Volkszählung |

Die Region weist einen deutlichen Anteil an Quechua-Bevölkerung auf, im Municipio Toro Toro sprechen 99,1 Prozent der Bevölkerung Quechua.